# Jambur Nauli
Jambur Nauli is een bestuurslaag in het regentschap Tapanuli Utara van de provincie Noord-Sumatra, Indonesië. Jambur Nauli telt 1060 inwoners (volkstelling 2010).